# Taygetis zippora
Espèce
Taygetis zippora est une espèce de papillons de la famille des Nymphalidae, de la sous-famille des Satyrinae, tribu des Satyrini, sous-tribu des Euptychiina et du genre Taygetis.

## Dénomination
Taygetis  zippora a été décrit par le zoologiste britannique Arthur Gardiner Butler en 1869.

## Description
Taygetis  zippora est un grand papillon aux ailes postérieures dentelées. Le dessus est marron uni chez la femelle, avec une très grosse tache endrocomiale au centre de l'aile postérieure chez le mâle. 
Le revers est de couleur marron avec une ligne submarginale d'ocelles centrés d'un point blanc dans une aire postdiscale à reflets violet.

## Biologie
Taygetis  zippora vole toute l'année.

## Écologie et distribution
Taygetis  zippora n'est présent qu'en Guyane,.

### Biotope
Taygetis  zippora réside en sous-bois.

### Protection
Pas de statut de protection particulier.